# Ludwigsburger Hütte
Die Ludwigsburger Hütte (vormals Lehnerjochhütte) ist eine Schutzhütte der Sektion Ludwigsburg des Deutschen Alpenvereins, auf 1935 m ü. A. Höhe am Westhang des Geigenkamms, oberhalb von St. Leonhard im Pitztal am St. Leonharder Höhenweg. Es gibt einen Anschluss an den Geigenkammhöhenweg.

## Geschichte
Die Hütte wurde 1930 unter dem Namen Lehnerjochhütte gebaut, und 1932 an die Sektion Zwickau des Deutschen und Österreichischen Alpenverein (DuOeAV) verkauft. Nach dem Ende des Zweiten Weltkrieges ging die Hütte in den Besitz des Österreichischen Alpenvereins (ÖAV) über und wurde fortan durch die Sektion Innsbruck des Österreichischen Alpenvereins verwaltet. 1955 ging die Hütte in den Besitz des Deutschen Alpenvereins (DAV) Hauptvereins über, und die Sektion Ludwigsburg des DAV übernahm die Verwaltung.
Nachdem 1970 die Sektion Ludwigsburg eine neue Materialseilbahn errichtet hat sowie Schlaf-, Sanitärräume und die Küche erweiterte, konnte sie 1972 die Hütte erwerben.
Ein neuer Winterraum wurde 1998 gebaut, ebenso eine Erweiterung der Sanitärräume.

## Zustieg
Der Aufstieg von Zaunhof erfordert circa 1 bis 1½ Stunden, über einen bequemeren Forstweg circa 2 Stunden.
Eine Materialseilbahn zur Gepäckbeförderung ist vorhanden. Talstation: Zaunhof/Grüble.

## Tourenmöglichkeiten

### Gipfel
- Hoher Gemeindekopf (2771 m), in circa 2,5 Stunden Gehzeit
- Schafhimmel (2820 m), in circa 3 Stunden Gehzeit
- Nördlicher Lehner Grießkogel (3032 m), in circa 3 Stunden Gehzeit
- Kreuzjöchlspitze (2813 m), in circa 4–5 Stunden Gehzeit
- Fundusfeiler (3079 m), in circa 3,5–4 Stunden Gehzeit
- Wildgrat (2971 m), in circa 4–4,5 Stunden Gehzeit

### Übergänge
- Zur Frischmannhütte (2192 m) in circa 5 Stunden Gehzeit.
- Zur Hauerseehütte (2383 m) in circa 8 Stunden Gehzeit.
- Zur Erlanger Hütte (2541 m) in circa 4 Stunden Gehzeit.

## Karte
- Freytag & Berndt 1:50.000, Blatt 251, Ötztal, Pitztal, Kaunergrat, Wildspitze